# Pere Menal i Brufal
Pere Menal i Brufal (Lleida, 1951 - Cervera, 1991) va ser un matemàtic català. Es va llicenciar en matemàtiques per la Universitat de Barcelona l'any 1973, i des d'aquell moment va treballar com a professor al Departament de Matemàtiques de la Universitat Autònoma de Barcelona. Va obtenir el títol de doctor l'any 1977, i l'any 1981 va ser nomenat catedràtic d'Àlgebra.
Va ser impulsor de la investigació en Àlgebra no commutativa a Catalunya, contribuint de manera fonamental a la creació d'un grup de recerca reconegut internacionalment. Va publicar prop de quaranta articles en revistes internacionals, i dirigí 6 tesis doctorals. El 1990 va ser nomenat editor de la revista Communications in Algebra. Va morir en un accident de trànsit el 4 d'abril de 1991.
El 1995 la Universitat Autònoma de Barcelona va crear en el seu honor les Beques Pere Menal al millor estudiant de batxillerat que decideix estudiar Matemàtiques a aquesta universitat.

## Obra
- Collected Works of Pere Menal (1994) ISBN 8472832600